# Saprosites weisei
Saprosites weisei är en skalbaggsart som beskrevs av Rudolph Petrovitz 1969. Saprosites weisei ingår i släktet Saprosites och familjen Aphodiidae. Inga underarter finns listade i Catalogue of Life.